# Crotalaria polyphylla
Crotalaria polyphylla är en ärtväxtart som beskrevs av Lawrence Athelstan Molesworth Riley. Crotalaria polyphylla ingår i släktet sunnhampor, och familjen ärtväxter. Inga underarter finns listade i Catalogue of Life.